# Трудосоюз
Всеукраїнський союз виробничих кооперативів «Трудосоюз» — організація для виробничої (промислової) кооперації України, що була заснована влітку 1919 року в Одесі за сприяння Сергія Бородаєвського, який був першим головою «Трудосоюзу». «Трудосоюз» мав також право вести банкові і промислово-торгові операції. Діяльність «Трудосоюзу» припинила радянська влада.